# Херсонский, Григорий Хрисанфович
Григорий Хрисанфович Херсонский (1859 год — 1927 год, Москва) — российский и советский математик, доктор наук, профессор. Первый работавший в Иркутске профессор математики. Известен исследованиями в области дифференциального исчисления и дифференциальных уравнений.
Родился в 1859 году. Высшее образование получил на физико-математическом отделении Санкт-Петербургского университета. Устроился работать учителем в Нижегородскую гимназию, в 1884 году переехал в Москву, где так же работал в гимназии.
В 1890 году сдав магистерский экзамен, был зачислен в Московский университет, где преподавал на кафедре чистой математики, читая курсы по дифференциальному исчислению и дифференциальным уравнениям и специальный курс по теории уравнений с частными производными. Одним из его учеников в тот период времени являлся Иван Иванович Жегалкин.
В 1897 году работал директором, одной из первых в Москве народных библиотек (сейчас Библиотека семейного чтения № 117 им. В. М. Загорского). Позже работал директором гимназии.
В 1911 году, после переезда в Самару, был директором Самарского коммерческого училища.
В 1919 году перебрался в Иркутск, где занял должность приват-доцента кафедры чистой математики физико-математического факультета Иркутского государственного университета. Входил в Совет университета. В 1920 году получил звание профессора, тем самым став первым профессором математики работавшем в Иркутском университете.
Параллельно преподавал в Восточно-Сибирском педагогическом институте народного просвещения.
С 1923 года работал в Пермском государственном университете. Затем преподавал в Московском институте инженеров транспорта.
Умер в 1927 году в Москве. Похоронен на Ваганьковском кладбище; могила утрачена.